# Niurka Montalvo Amaro
Niurka Montalvo Amaro   (l'Havana, 4 de juny de 1968) és una atleta espanyola, d'origen cubà.

## Activitat esportiva
Especialista en la prova de salt de longitud, va participar en diversos Campionats Mundials d'Atletisme, obtenint la medalla de plata a Göteborg 1995, l'or a Sevilla 1999 i el bronze en Edmonton 2001.
Emparada per la Norma 46 de la Carta Olímpica, per la qual atletes d'un país no poden participar amb un altre fins a passats tres anys des de la seua nacionalització, la Federació Cubana d'Atletisme li va impedir participar en els Jocs Olímpics de 2000 celebrats en Sydney amb l'equip espanyol. Referint-se al cas Montalvo, el Comité Olímpic Internacional (COI), a través del president de la seua comissió jurídica Keba Mbaye, va afirmar que "la norma 46 de la Carta Olímpica aplicada en aquests casos es va fer per a evitar que els països rics s'aprofiten dels atletes dels països pobres. No hi ha excepcions".

## Activitat política
En 2007 va entrar en política de mà de Francisco Camps i el Partit Popular, en assumir el càrrec de Secretària Autonòmica de l'Esport de la Generalitat Valenciana. Al juny de 2013 Montalvo va ser imputada en el cas Gürtel per suposades irregularitats en l'adjudicació de contractes a empreses d'aquesta trama durant la seua etapa en el càrrec. Va ser desimputada pel jutge al no trobar-se cap indici de delicte en la seua actuació.